# آنا مک‌کون هارپر
آنا مک‌کون هارپر (انگلیسی: Anna McCune Harper؛ زاده ۲ ژوئیهٔ ۱۹۰۲ درگذشته ۱۴ ژوئن ۱۹۹۹) یک تنیس‌باز اهل ایالات متحده آمریکا بود.